# Eden (miasto w hrabstwie Fond du Lac)
Eden – miasto w Stanach Zjednoczonych, w stanie Wisconsin, w hrabstwie Fond du Lac.